# 100 mètres féminin aux championnats du monde d'athlétisme 2023
Pour des articles plus généraux, voir Championnats du monde d'athlétisme 2023 et 100 mètres aux championnats du monde d'athlétisme.
Navigation
Eugene 2022 Tokyo 2025
L'épreuve du 100 mètres féminin des championnats du monde de 2023 se déroule les 20 et 21 août 2023 au sein du Centre national d'athlétisme à Budapest, en Hongrie.

## Records et performances

### Records
Les records du 100 m femmes (mondial, des championnats et par continent) étaient avant les championnats 2022 les suivants :
| Record du monde           | Florence Griffith-Joyner | 10 s 49 | Indianapolis      | 16 juillet 1988 |
| Record des championnats   | Shelly-Ann Fraser-Pryce  | 10 s 67 | Eugene            | 17 juillet 2022 |
| Record d'Afrique          | Marie-Josée Ta Lou       | 10 s 72 | Monaco            | 10 août 2022    |
| Record d'Asie             | Li Xuemei                | 10 s 79 | Shanghai          | 18 octobre 1997 |
| Record d'Amérique du Nord | Florence Griffith Joyner | 10 s 49 | Indianapolis      | 16 juillet 1988 |
| Record d'Amérique du Sud  | Rosângela Santos         | 10 s 91 | Londres           | 6 août 2017     |
| Record d'Europe           | Christine Arron          | 10 s 73 | Budapest          | 19 août 1998    |
| Record d'Océanie          | Zoe Hobbs                | 10 s 96 | La Chaux-de-Fonds | 2 juillet 2023  |

### Meilleures performances de l'année 2022
Les dix athlètes les plus rapides de l'année sont, avant les championnats, les suivantes.
| 1  | Shericka Jackson        | Jamaïque      | 10 s 65 | Kingston    | 7 juillet 2023  |
| 2  | Sha'Carri Richardson    | États-Unis    | 10 s 71 | Eugene      | 6 juillet 2023  |
| 3  | Marie-Josée Ta Lou      | Côte d'Ivoire | 10 s 75 | Oslo        | 15 juin 2023    |
| 4  | Shelly-Ann Fraser-Pryce | Jamaïque      | 10 s 82 | Lucerne     | 20 juillet 2023 |
| 5  | Julien Alfred           | Sainte-Lucie  | 10 s 83 | Sacramento  | 27 mai 2023     |
| 6  | Dina Asher-Smith        | Royaume-Uni   | 10 s 85 | Londres     | 23 juillet 2023 |
| 7  | Aleia Hobbs             | États-Unis    | 10 s 86 | Baton Rouge | 22 avril 2023   |
| 8  | Tamari Davis            | États-Unis    | 10 s 89 | Baton Rouge | 22 avril 2023   |
| 8  | Shawnti Jackson         | États-Unis    | 10 s 89 | Nashville   | 3 juin 2023     |
| 10 | Brittany Brown          | États-Unis    | 10 s 90 | Eugene      | 7 juillet 2023  |

## Qualification
La période de qualification est comprise entre le 31 juillet 2022 et le 30 juillet 2023. Le minima de qualification est fixé à 11 s 08.

## Résultats

### Séries
Les 3 premières de chaque série (Q) plus les 6 meilleurs temps (q) se qualifient les demi-finales.
| Rang | Série                       | Athlète                  | Nationalité            | Temps   | Notes |
| ---- | --------------------------- | ------------------------ | ---------------------- | ------- | ----- |
| 1    | 5                           | Sha'Carri Richardson     | États-Unis             | 10 s 92 | Q     |
| 2    | 3                           | Ewa Swoboda              | Pologne                | 10 s 98 | Q     |
| 3    | 1                           | Julien Alfred            | Sainte-Lucie           | 10 s 99 | Q     |
| 4    | 2                           | Brittany Brown           | États-Unis             | 11 s 01 | Q     |
| 5    | 7                           | Shelly-Ann Fraser-Pryce  | Jamaïque               | 11 s 01 | Q     |
| 6    | 5                           | Natasha Morrison         | Jamaïque               | 11 s 02 | Q     |
| 7    | 1                           | Daryll Neita             | Royaume-Uni            | 11 s 03 | Q     |
| 8    | 2                           | Dina Asher-Smith         | Royaume-Uni            | 11 s 04 | Q     |
| 9    | 3                           | Tamari Davis             | États-Unis             | 11 s 06 | Q     |
| 10   | 4                           | Shericka Jackson         | Jamaïque               | 11 s 06 | Q     |
| 11   | 7                           | Mujinga Kambundji        | Suisse                 | 11 s 08 | Q     |
| 12   | 6                           | Marie-Josée Ta Lou       | Côte d'Ivoire          | 11 s 08 | Q     |
| 13   | 1                           | Gina Bass                | Gambie                 | 11 s 10 | Q     |
| 14   | 3                           | N'Ketia Seedo            | Pays-Bas               | 11 s 11 | Q, PB |
| 15   | 6                           | Shashalee Forbes         | Jamaïque               | 11 s 12 | Q     |
| 16   | 5                           | Zaynab Dosso             | Italie                 | 11 s 14 | Q, NR |
| 17   | 7                           | Zoe Hobbs                | Nouvelle-Zélande       | 11 s 14 | Q     |
| 18   | 4                           | Michelle-Lee Ahye        | Trinité-et-Tobago      | 11 s 16 | Q, SB |
| 19   | 6                           | Boglarka Takacs          | Hongrie                | 11 s 18 | Q     |
| 19   | 3                           | Rani Rosius              | Belgique               | 11 s 18 | q, PB |
| 21   | 4                           | Gina Lückenkemper        | Allemagne              | 11 s 21 | Q     |
| 22   | 4                           | Rosemary Chukwuma        | Nigeria                | 11 s 24 | q     |
| 23   | 1                           | Géraldine Frey           | Suisse                 | 11 s 26 | q     |
| 24   | 4                           | Maboundou Koné           | Côte d'Ivoire          | 11 s 26 |       |
| 25   | 2                           | Jaël Bestué              | Espagne                | 11 s 28 | Q     |
| 26   | 7                           | Lorène Dorcas Bazolo     | Portugal               | 11 s 29 |       |
| 27   | 7                           | Khamica Bingham          | Canada                 | 11 s 29 |       |
| 28   | 3                           | Murielle Ahouré-Demps    | Côte d'Ivoire          | 11 s 29 |       |
| 29   | 3                           | Leah Bertrand            | Trinité-et-Tobago      | 11 s 32 |       |
| 30   | 5                           | Krystsina Tsimanouskaya  | Pologne                | 11 s 32 |       |
| 31   | 2                           | Veronica Shanti Pereira  | Singapour              | 11 s 33 |       |
| 32   | 2                           | Halle Hazzard            | Grenade                | 11 s 34 | SB    |
| 33   | 6                           | Patrizia Van der Weken   | Luxembourg             | 11 s 38 |       |
| 34   | 4                           | Olivia Fotopoulou        | Chypre                 | 11 s 38 |       |
| 35   | 1                           | Delphine Nkansa          | Belgique               | 11 s 40 |       |
| 36   | 6                           | Bree Masters             | Australie              | 11 s 43 |       |
| 36   | 7                           | Rebekka Haase            | Allemagne              | 11 s 43 |       |
| 38   | 6                           | Magdalena Stefanowicz    | Pologne                | 11 s 43 |       |
| 39   | 5                           | Torrie Lewis             | Australie              | 11 s 45 |       |
| 40   | 6                           | Arialis Gandulla         | Portugal               | 11 s 47 |       |
| 41   | 1                           | Ángela Tenorio           | Équateur               | 11 s 52 |       |
| 42   | 4                           | Vitória Cristina Rosa    | Brésil                 | 11 s 57 |       |
| 43   | 4                           | Natacha Ngoye Akamabi    | République du Congo    | 11 s 60 |       |
| 44   | 1                           | Fasihi Farzaneh          | Iran                   | 11 s 63 |       |
| 45   | 7                           | Arisa Kimshima           | Japon                  | 11 s 73 |       |
| 46   | 3                           | Mudhawi Alshammari       | Koweït                 | 11 s 93 |       |
| 47   | 2                           | Salomé Kora              | Suisse                 | 12 s 18 |       |
| 48   | 4                           | Kesaia Boletakanakandavu | Fidji                  | 12 s 46 | PB    |
| 49   | 3                           | Silina Pha Aphay         | Laos                   | 12 s 67 |       |
| 50   | 2                           | Chloe David              | Vanuatu                | 12 s 88 |       |
| 51   | 1                           | Zarinae Sapong           | Îles Mariannes du Nord | 13 s 04 | SB    |
| 52   | 6                           | Jovita Arunia            | Îles Salomon           | 13 s 20 | SB    |
| 53   | 5                           | Sydney Francisco         | Palaos                 | 13 s 48 | PB    |
| 54   | 7                           | Yara Ahmed Abuljadayel   | Arabie saoudite        | 13 s 54 |       |
|      | 5                           | Imani-Lara Lansiquot     | Royaume-Uni            | DQ      | DQ    |
| 2    | Yunisleydis de la C. Garcia | Cuba                     |                        | DQ      | DQ    |

### Demi-finales
Les 2 premières de chaque série (Q) et les 2 meilleurs temps (q) accèdent à la finale.
| Rang | Série | Couloir | Athlète                 | Pays              | Temps | Notes |
| ---- | ----- | ------- | ----------------------- | ----------------- | ----- | ----- |
| 1    | 2     | 7       | Marie-Josée Ta Lou      | Côte d'Ivoire     | 10.79 | Q     |
| 1    | 2     | 5       | Shericka Jackson        | Jamaïque          | 10.79 | Q     |
| 3    | 2     | 6       | Sha'Carri Richardson    | États-Unis        | 10.84 | q     |
| 4    | 1     | 7       | Shelly-Ann Fraser-Pryce | Jamaïque          | 10.89 | Q     |
| 5    | 3     | 5       | Julien Alfred           | Sainte-Lucie      | 10.92 | Q     |
| 6    | 3     | 4       | Brittany Brown          | États-Unis        | 10.97 | Q     |
| 7    | 1     | 6       | Tamari Davis            | États-Unis        | 10.98 | Q     |
| 8    | 1     | 5       | Ewa Swoboda             | Pologne           | 11.01 | q     |
| 8    | 3     | 7       | Dina Asher-Smith        | Grande-Bretagne   | 11.01 | q     |
| 10   | 2     | 8       | Zoe Hobbs               | Nouvelle-Zélande  | 11.02 |       |
| 11   | 1     | 4       | Daryll Neita            | Grande-Bretagne   | 11.03 |       |
| 12   | 3     | 6       | Natasha Morrison        | Jamaïque          | 11.03 |       |
| 13   | 2     | 4       | Mujinga Kambundji       | Suisse            | 11.04 | SB    |
| 14   | 2     | 3       | Shashalee Forbes        | Jamaïque          | 11.12 |       |
| 15   | 3     | 8       | N'Ketia Seedo           | Pays-Bas          | 11.17 |       |
| 16   | 1     | 2       | Gina Lückenkemper       | Allemagne         | 11.18 |       |
| 16   | 1     | 3       | Michelle-Lee Ahye       | Trinité-et-Tobago | 11.18 |       |
| 18   | 3     | 3       | Gina Bass               | Gambie            | 11.19 |       |
| 19   | 1     | 8       | Zaynab Dosso            | Italie            | 11.19 |       |
| 20   | 3     | 2       | Rani Rosius             | Belgique          | 11.20 |       |
| 21   | 2     | 9       | Jaël Bestué             | Espagne           | 11.25 |       |
| 22   | 1     | 9       | Rosemary Chukwuma       | Nigeria           | 11.26 |       |
| 23   | 2     | 2       | Boglárka Takács         | Hongrie           | 11.26 |       |
| 24   | 3     | 9       | Géraldine Frey          | Suisse            | 11.28 |       |

### Finale
Vent : + 0,8 m/s
| Rang               | Couloir | Athlète                 | Pays            | Temps   | Notes |
| ------------------ | ------- | ----------------------- | --------------- | ------- | ----- |
| Médaille d'or      | 9       | Sha'Carri Richardson    | États-Unis      | 10 s 65 | CR    |
| Médaille d'argent  | 4       | Shericka Jackson        | Jamaïque        | 10 s 72 |       |
| Médaille de bronze | 5       | Shelly-Ann Fraser-Pryce | Jamaïque        | 10 s 77 | SB    |
| 4                  | 7       | Marie-Josée Ta Lou      | Côte d'Ivoire   | 10 s 81 |       |
| 5                  | 6       | Julien Alfred           | Sainte-Lucie    | 10 s 93 |       |
| 6                  | 1       | Ewa Swoboda             | Pologne         | 10 s 97 |       |
| 7                  | 3       | Brittany Brown          | États-Unis      | 10 s 97 |       |
| 8                  | 2       | Dina Asher-Smith        | Grande-Bretagne | 11 s 00 |       |
| 9                  | 8       | Tamari Davis            | États-Unis      | 11 s 03 |       |

## Légende
Records et Performances
- AR : Record continental (area record)
- CR : Record des championnats (championship record)
- MR : Record du meeting (meet record)
- NR : Record national (national record)
- OR : Record olympique (olympic record)
- PR : Record paralympique (paralympic record)
- PB : Record personnel (personal best)
- SB : Meilleure performance personnelle de la saison (season's best)
- WL : Meilleure performance mondiale de l'année (world leader)
- WJR : Record du monde junior (world junior record)
- WR : Record du monde (world record)

Circonstances et Conditions
- DNF : N'a pas terminé (did not finish)
- DNS : N'a pas pris le départ (did not start)
- DQ : Disqualification (disqualification)
- NM : Aucun essai valable enregistré (No Mark)
- Q : Qualifié « directement » au prochain tour (ou à la prochaine compétition), lors d'une compétition majeure, grâce au classement ou à la réalisation des minima (automatic qualifier)
- q : Qualifié au prochain tour (ou à la prochaine compétition), lors d'une compétition majeure, grâce au repêchage ou à la réalisation de l'une des meilleures performances parmi celles des « non qualifiés directement » (grâce au meilleur temps ou à la meilleure distance par exemple) (secondary qualifier)